# Samsung Galaxy Ace 4
Samsung Galaxy Ace 4 – smartfon z serii Galaxy, produkowany przez koreańską firmę Samsung.

## Specyfikacja techniczna
Galaxy Ace 4 został wyposażony w procesor o taktowaniu 1,2 GHz, który jest wspomagany przez 1 GB RAM oraz 4 GB pamięci wewnętrznej, którą można rozszerzyć kartą micro SD do 64 GB.

### Wyświetlacz
Galaxy Ace 4 posiada wyświetlacz o przekątnej 4 cali i rozdzielczości 480 × 800 pikseli, co daje zagęszczenie 233 pikseli na jeden cal wyświetlacza.

### Aparat fotograficzny
Aparat znajdujący się na tyle telefonu ma 5 Mpx, zaś przednia kamera ma rozdzielczość 1,3 Mpx.

### Akumulator
Akumulator litowo-jonowy ma pojemność 1900 mAh.

## Software
Galaxy Ace 4 jest seryjnie wyposażony w system Android 4.4.4 KitKat.